# 荒野の隠し井戸
『荒野の隠し井戸』（こうやのかくしいど、Waterhole #3、別名:Waterhole No.3）は、1967年のアメリカ合衆国の西部劇コメディ映画。出演はジェームズ・コバーンなど。

## キャスト
※括弧内は日本語吹替（初回放送1974年年10月5日 日本テレビ）
- コール：ジェームズ・コバーン（小林清志）
- コパーラッド：キャロル・オコナー（富田耕生）
- ビリー：マーガレット・ブライ（菊池紘子）
- ヘンリー：クロード・エイキンス
- シップリー：ジェームズ・ホイットモア
- 副官：ブルース・ダーン
- ヒルブ：ティモシー・キャリー

## スタッフ
- 監督：ウィリアム・グレアム
- 製作：ジョセフ・T・スティック
- 脚本：ジョセフ・T・スティック、ロバート・R・ヤング
- 撮影：ロバート・バークス
- 編集：ワーレン・ロー
- 音楽：デイヴ・グルーシン